# 槻下豪族館
槻下豪族館（つきのしたごうぞくかん）は、鳥取県東伯郡琴浦町槻下にあった城館。琴浦町指定史跡。

## 概要
『伯耆民談記』によれば鎌倉時代、岩野弾正なる地侍の屋敷であったというが詳しくは不明である。付近には今のところ他に関連付ける城館はないため、謎に包まれていると言っても過言ではない。1974年（昭和49年）に東伯町（当時）の町指定史跡に指定された。

## 遺構
現在では竹藪に覆われているが、保存状態は非常に良好であり、土塁や曲輪といった遺構を明瞭に確認することができる。曲輪は2つ存在しており、東側の曲輪は南北40m、東西30m、西側は40m四方の方形になっている。周囲は高さ3mほどの土塁があり、付近には堀も見られる。鎌倉時代頃の典型的な武士の居館としての構造をよく伝えており、地名として「陣屋野」、「垣の内」、「門田」などが付近に残っている。この後も伯耆国では戦国時代に入るまでこのような形の城館が引き続き造られる傾向にあった。